# Ким Джингён
Ким Джин Кён (род. 3 марта 1997 года в Сеуле, Южная Корея) — южнокорейская супермодель.

## Биография
Ким Джин Кён родилась 3 марта 1997 года в Сеуле, Южная Корея.
Мать — Шин Ю Ми, дизайнер одежды. Отец — Ким Сон Вон, владелец сети отелей. Есть старшая сестра Ким Да Кён. С детства девушка участвует в различных модельных показах и конкурсах.
В 2016 года завоевала титул Супермодель по-корейски. Сотрудничает с модельным агентством ESteem.

## Параметры
Рост: 173 см, вес: 51 кг, параметры: 81-60-89 см.